# Pinguicula jackii
Pinguicula jackii är en tätörtsväxtart som beskrevs av Barnh.. Pinguicula jackii ingår i släktet tätörter, och familjen tätörtsväxter. Inga underarter finns listade i Catalogue of Life.